# Звягинцев, Андрей Петрович
Андре́й Петро́вич Звя́гинцев (род. 6 февраля 1964, Новосибирск, РСФСР, СССР) — российский кинорежиссёр и сценарист. Обладатель главного приза Венецианского и лауреат Каннского кинофестивалей. Двукратный номинант на премию «Оскар» в категории «Лучший фильм на иностранном языке» (2015, 2018) за фильмы «Левиафан» (2014) и «Нелюбовь» (2017).
В декабре 2019 года семейная драма Звягинцева «Елена» (2011) стала единственной картиной из России в списке 50 лучших мировых фильмов второго десятилетия XXI века, составленном американским журналом Rolling Stone.

## Биография
Андрей Звягинцев родился 6 февраля 1964 года в Новосибирске. Мать, Галина Александровна, работала в школе учителем литературы и русского языка. В 2000 году переехала в Москву из Новосибирска. Отец Пётр Александрович служил милиционером. Первые два месяца жизни Андрей провёл в селе Новомихайловка, где проходила практику его мать. Пётр Александрович покинул семью ради другой женщины, когда Андрею было пять лет. Он так и не смог наладить отношения с отцом вплоть до его смерти.
В 1984 году окончил актёрский факультет Новосибирского театрального училища (мастерская Льва Белова). Начал работать актёром в Новосибирском ТЮЗе, но вскоре его призвали в армию, и он служил в качестве конферансье в Новосибирском военном ансамбле. В 1986 году уехал из Новосибирска в Москву и поступил в ГИТИС, в котором окончил в 1990 году актёрский факультет (мастерская Евгения Лазарева и Владимира Левертова).
После окончания ГИТИСа Звягинцев не стал работать в театре. Андрей пробовал писать, но после нескольких рассказов дальше это не двинулось. До 1993 года работал дворником, так как это давало возможность жить в служебном жилье (в бывшем дворянском доме, особняке 1825 года, в комнате площадью 50 квадратных метров). Затем до 2000 года снимал рекламные ролики.
Участвовал в театральных постановках «Игра в классики» (1993) и «Месяц в деревне» (1997), а также снимался в кино в эпизодах. В 2000 году дебютировал как режиссёр.
Известность Андрей Звягинцев получил после выхода фильма «Возвращение» (2003), получившего две кинопремии «Ника», двух «Золотых львов» (как лучший фильм и за лучший режиссёрский дебют), двух «Золотых орлов».
Событием 2011 года стала семейно-классовая драма Звягинцева «Елена», показанная в 45 странах, в том числе США и Франции. Фильм отмечен специальным призом жюри каннской программы «Особый взгляд», признан лучшим за 2011 год на церемонии вручения премии «Золотой орёл», а работа режиссёра была отмечена «Никой» и «Золотым орлом». Большой зрительский интерес и оживлённую дискуссию телекритиков вызвал премьерный показ «Елены» на центральном телеканале «Россия 1» 6 ноября 2011 года (ещё до завершения официального проката).
Успех Звягинцева повторился в 2014 году с выходом на экраны социальной драмы «Левиафан», удостоившейся множества наград, в том числе премии «Золотой глобус» как лучший фильм на иностранном языке и номинации на премию «Оскар» в той же категории. В 2017 году фильм-мелодрама Звягинцева «Нелюбовь» был удостоен Приза жюри Каннского фестиваля. В 2018 году вошел в состав жюри 71-го Каннского кинофестиваля.
В феврале 2020 года Звягинцев презентовал книгу, где собраны сценарии к его фильмам.
В начале июля 2021 года Звягинцев заболел COVID-19, поражение лёгких составляло 92 %, находился на аппарате ЭКМО, начался сепсис. Состояние режиссёра было крайне тяжёлым, планировалась пересадка лёгких. В середине августа Звягинцева вывезли на лечение в клинику в Ганновере (Германия) где ввели в искусственную кому. В конце сентября 2021 года Звягинцев был выведен из искусственной комы, наблюдались делирий и повреждение голосовых связок (из-за трахеостомии). Реабилитация Звягинцева проводилась там же; лечение оплачивала АФК «Система».
27 сентября 2022 года Андрей Звягинцев покинул пост в российском «оскаровском комитете». Кроме того, режиссёр заявил, что принял решение выйти из состава Союза кинематографистов, а также из рядов академиков «Золотого Орла» и «Ники».

## Полемика вокруг цензуры творчества в России
В октябре 2016 года Звягинцев принял участие в споре о цензуре творчества в России, в ходе которого полемизировал с пресс-секретарём президента РФ Дмитрием Песковым. Общественная дискуссия началась с критики театрального режиссёра Константина Райкина, который на съезде Союза театральных деятелей России возмутился участившимися нападками активистов на выставки и спектакли. Были названы три резонансных в России события: изъятие из репертуара оперы «Тангейзер» в Новосибирском оперном театре, срыв показа в омской опере рок-спектакля «Иисус Христос — суперзвезда», закрытие в московском Центре братьев Люмьер выставки всемирно известного американского фотографа Джока Стёрджеса «Без смущения», включавшей фотографии девочек и девушек из нудистских общин. Райкин охарактеризовал эти явления как «возврат в Россию позорной цензуры сталинского времени». Комментируя критику, Песков согласился с недопустимостью цензуры, но в то же время подтвердил особый порядок для постановок и произведений, которые ставятся и снимаются за счёт бюджета: «Государство заказывает произведения искусства на ту или иную тему». Пресс-секретарю Путина возразил Звягинцев, опубликовав колонку в газете «Коммерсантъ», в которой назвал произведения своих оппонентов «жалкими поделками» и «агитками», а возражающую против некоторых работ общественность «расплодившимися как кролики общественными организациями» и «агрессивными маргиналами». По мнению Звягинцева, своими «заказами» чиновники «оскопляют творческую мысль». Неприятие вызвал и сформулированный Песковым общий принцип госзаказа в искусстве, сводящийся к тому, что чиновники тратят деньги государства на фильмы и спектакли в интересах самого государства. В трактовке Пескова кинорежиссёра поразила забывчивость чиновников, «что это не их деньги, а наши…»>.

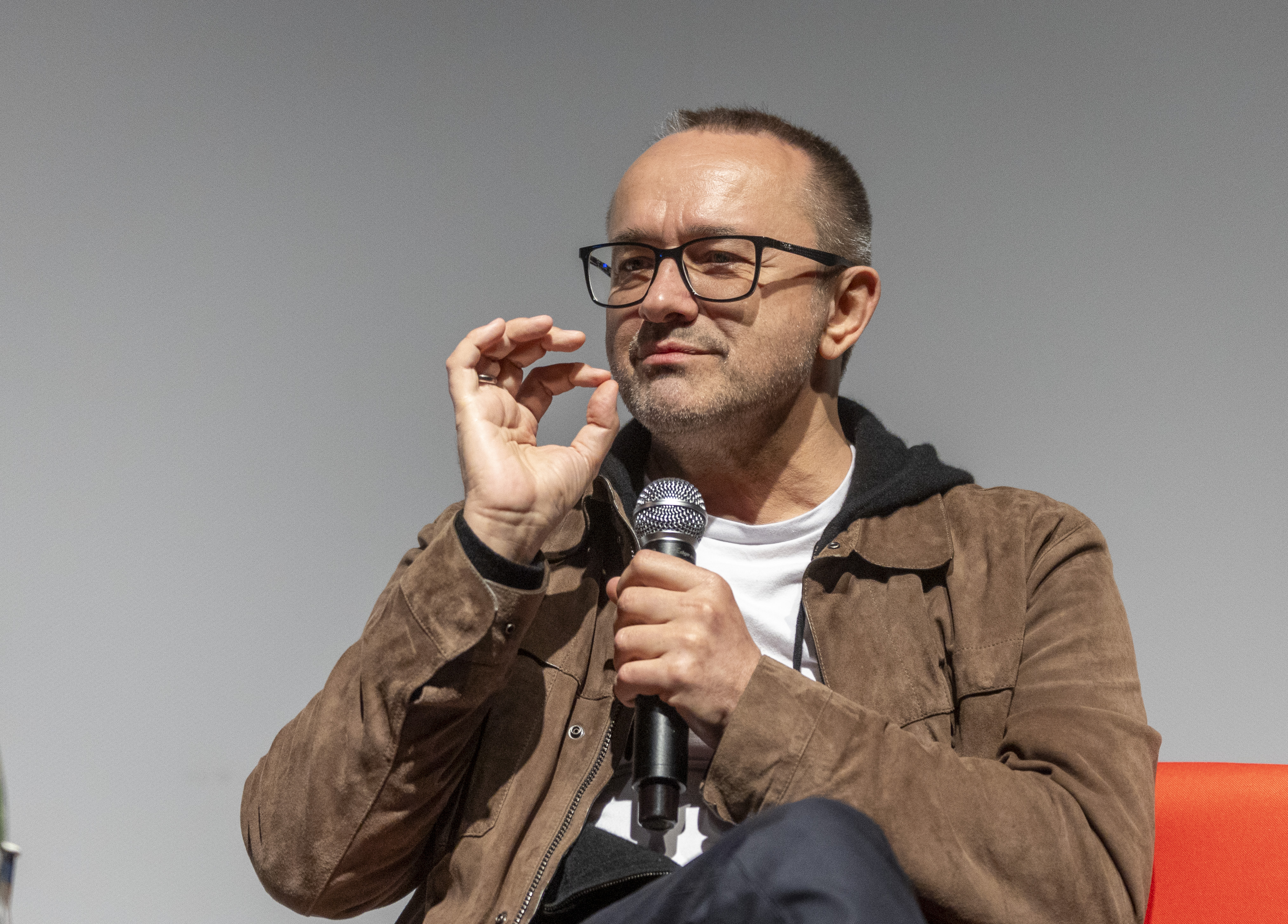
Андрей Звягинцев. Творческая встреча в Тель-Авиве. 2024 год

## Общественная позиция
В 2014 году Звягинцев осудил аннексию Крыма. В 2022 году публично осудил вторжение России на Украину, раскритиковал коллег по сфере искусства, которые не комментируют происходящее на Украине. Уехал из России. Живёт во Франции.

## Личная жизнь
- Первая жена — Инна Мишукова, акушерка[35].
- Состоял в гражданском браке с актрисой Ириной Гринёвой. Совместно прожили 6 лет, после чего расстались.
- Вторая жена — Анна Матвеева, монтажёр, фотограф[36][37]. Состояли в зарегистрированном браке 9 лет, после чего развелись[38][39].
  - Сын Петр (род. 2009)[40].

## Театр

### Роли
Новосибирский академический молодежный театр «Глобус»:
- 1982 — «Никто не поверит», Г. Полонский — Людвиг [41]
- 1982 — «Не помню!..» К. Икрамов — Толя Семёнов[41]
- 1983 — «Чудеса в ожидании лета», А. Корин — Кеша[41]
- 1984 — «Гуманоид в небе мчится…», А. Хмелик — Лопотухин[41]

## Фильмография

### Режиссёр
- 2000 — телесериал «Чёрная комната» (три новеллы — «Бусидо», «Obscure» и «Выбор»)
- 2003 — «Возвращение»
- 2007 — «Изгнание»
- 2008 — «Апокриф», короткометражный, первоначально — часть киноальманаха «Нью-Йорк, я люблю тебя»
- 2011 — «Тайна», короткометражный, часть киноальманаха «Эксперимент 5IVE»
- 2011 — «Елена»
- 2014 — «Левиафан»
- 2017 — «Нелюбовь»[42]
- 2025 — «Юпитер» (отменен из-за проблем с финансированием)[43]
- 2026 — «Минотавр»[43][44]

### Сценарист
- 2007 — «Изгнание» (совместно с Олегом Негиным)
- 2008 — «Апокриф», короткометражный, первоначально — часть киноальманаха «Нью-Йорк, я люблю тебя»
- 2011 — «Елена» (совместно с Олегом Негиным)
- 2014 — «Левиафан» (совместно с Олегом Негиным)
- 2017 — «Нелюбовь» (совместно с Олегом Негиным)

### Актёр эпизода
- 1992 — 1994 — «Горячев и другие»
- 1995 — «Ширли-мырли» — журналист
- 1998 — «Отражение» — секретарь
- 1999 — «Будем знакомы!»
- 2000 — «Любовь до гроба»
- 2000 — «Каменская» (серия «Смерть и немного любви») — Валерий Турбин

## Награды и премии
(список неполный)
- За фильм «Возвращение»:

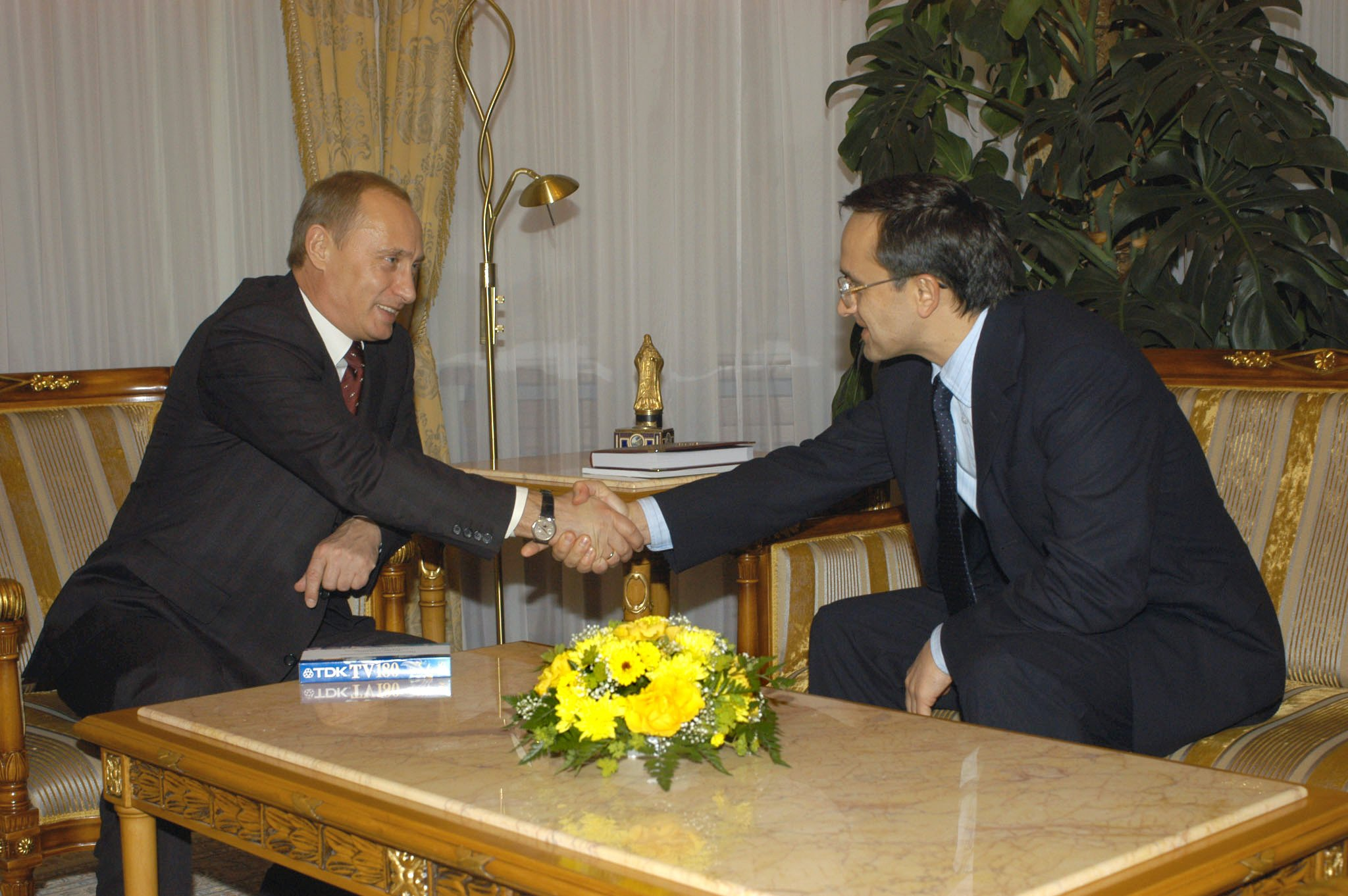
Владимир Путин с Андреем Звягинцевым, чей фильм «Возвращение» завоевал главный приз Международного кинофестиваля в Венеции в 2003 году

  - 2003 — «Золотой лев» Венецианского кинофестиваля
  - 2003 — Награда «CinemAvvenire» Венецианского кинофестиваля за лучший дебютный фильм
  - 2003 — Премия Европейской киноакадемии «Феликс» в категории «Европейское открытие года»
  - 2003 — Премия «Ника» в категории «Лучший игровой фильм» (совместно с Дмитрием Лесневским)
  - 2004 — Приз «За лучшую режиссуру» XII кинофестиваля «Виват кино России!»
- За фильм «Изгнание»:
  - 2007 — Приз Федерации российских киноклубов на Московском кинофестивале[45]
- За фильм «Елена»:
  - 2011 — Приз жюри конкурсной программы «Особый взгляд» на Каннском кинофестивале.
  - 2011 — Гран-При Гентского международного кинофестиваля[46]
  - 2012 — Премия «Золотой орёл» За лучшую режиссёрскую работу
  - 2012 — Премия «Золотой орёл» в категории «Лучший игровой фильм» (совместно с Александром Роднянским и Сергеем Мелькумовым)
  - 2012 — Премия «Ника» в категории «Лучшая режиссёрская работа».
- За фильм «Левиафан»
  - 2014 — Приз Каннского кинофестиваля за лучший сценарий (совместно с Олегом Негиным)
  - 2015 — Премия «Золотой глобус» за лучший фильм на иностранном языке
  - 2015 — Премия «Золотой орёл» За лучшую режиссёрскую работу
- За фильм «Нелюбовь»
  - 2017 — Приз жюри на Каннском кинофестивале[47]
  - 2017 — Гран-при на Кинофестивале в Мюнхене[48]
  - 2018 — Премия «Золотой орёл» За лучшую режиссёрскую работу
  - 2018 — Премия «Сезар» за Лучший иностранный фильм

### Общественное признание
- 2006, 2011 — Национальная премия общественного признания «Россиянин года»[49][50]
- 2017 — Премия GQ в номинации «Режиссёр года»[51].